# Idruro di titanio
L'idruro di titanio si riferisce normalmente al composto inorganico TiH2 e ai relativi materiali non stechiometrici. È disponibile commercialmente come una polvere stabile grigia/nera, che si usa come additivo nella produzione di magneti sinterizzati di Alnico, nella sinterizzazione di metalli in polvere, nella produzione di schiuma metallica, nella produzione di metallo di titanio in polvere e nella pirotecnica.

## Sintesi
Nel processo commerciale per produrre TiH(2-x) non stechimetrico, la schiuma metallica di titanio è trattata con gas idrogeno a pressione atmosferica fra 300-500 °C. L'assorbimento dell'idrogeno è esotermico e rapido, cambiando il colore in grigio/nero. Il prodotto friabile è macinato in polvere, che ha una composizione intorno a TiH1,95. In laboratorio, l'idruro di titanio è prodotto riscaldando polvere di titanio sotto idrogeno fluido a 700 °C, la cui equazione idealizzata è:
Ti  +  H2   →   TiH2
Altri metodi di produzione dell'idruro di titanio includono metodi elettrochimici e di molinatura a sfere.

## Reattività
Il TiH1,95 è insensibile all'acqua e all'aria. È attaccato lentamente dagli acidi forti ed è degradato dagli acidi idrofluorici e da quelli solforici caldi. Reagisce rapidamente con gli agenti ossidanti, conducendo questa reattività all'uso dell'idruro di titanio nella pirotecnica.
Il materiale è stato usato per produrre idrogeno altamente puro, che è liberato mediante riscaldamento del solido partendo a 300 °C. Solo al ounto di fusione del titanio la dissociazione è completa.  Il tridruro di titanio è stato proposto per l'immagazzinamento a lungo termine del gas trizio.

## Struttura
Poiché il TiHx si avvicina alla stechiometria, adotta una struttura tetragonale a corpo centrato distorta, denominata forma ε con un rapporto assiale minore di 1. Questa composizione è molto instabile rispetto alla scomposizione termica parziale, a meno che non sia mantenuta sotto un'atmosfera di ossigeno puro. Altrimenti, la composizione si scompone a temperatura ambiente finché non si raggiunge una composizione approssimativa di TiH1,74. Questa composizione adotta la struttura della fluorite ed è denominata forma δ, e si scompone termicamente solo molto lentamente a temperatura ambiente finché non si raggiunge una composizione approssimativa di TiH1,47, punto nel quale cominciano ad apparire inclusioni della forma compatta esagonale α, che è la stessa forma del titanio puro.
L'evoluzione del diidruro dal metallo di titanio e dall'idrogeno è stata esaminata con un certo dettaglio. Il titanio α ha una struttura compatta esagonale (hexagonal close packed, hcp) a temperatura ambiente. L'idrogeno inizialmente occupa i siti interstiziali tetraedrici nel,titanio. Quando il rapporto H/Ti si avvicina a 2, il materiale adotta la forma β fino a una forma δ cubica a facce centrate (face centred cubic, fcc), gli atomi H riempiendo alla fine tutti i siti tetraedrici per dare la stechiometria limite di TiH2. Le varie fasi sono descritte nella tabella sotto.
| Fase    | Peso % H  | Atomico % H | TiHx             | Reticolo metallico |
| ------- | --------- | ----------- | ---------------- | ------------------ |
| α-      | 0 - 0,2   | 0 - 8       |                  | hcp                |
| α- & β- | 0,2 - 1,1 | 8 - 34      | TiH0,1 - TiH0,5  |                    |
| β-      | 1,1 - 1,8 | 34 - 47     | TiH0,5 - TiH0,9  | bcc                |
| β- & δ  | 1,8 - 2,5 | 47 - 57     | TiH0,9 - TiH1,32 |                    |
| δ-      | 2,7 - 4,1 | 57- 67      | TiH1,32 - TiH2   | fcc                |

Se l'idruro di titanio contiene il 4,0% di idrogeno a meno di circa 40 °C, allora si trasforma in una struttura tetragonale a corpo centrato (body-centered tetragonal, bct) chiamata titanio ε.
Quando gli idruri di titanio con meno dell'1,3% di idrogeno, noti come idruri di titanio ipoeuctoidi, sono raffreddati, la fase del titanio β della miscela tenta di ritornare alla fase del titanio α, dando come risultato in eccesso di idrogeno. Un modo perché l'idrogeno possa lasciare la fase del titanio β è che il titanio si trasformi parzialmente in titanio δ, lasciandosi dietro del titanio che è abbastanza scarso di idrogeno da prendere la forma di titanio α: il risultato finale sarà una matrice di titanio α con inclusioni di titanio δ.
Si è avuto notizia di una fase ibrida di titanio γ metastabile. Quando l'idruro di titanio α con un contenuto di idrogeno di 0,02-0,06% è temprato rapidamente, si modifica in idruro di titanio γ, in quanto gli atomi si "congelano" sul posto quando la struttura delle celle cambia da hcp a fcc. Il titanio γ assume una struttura tetragonale a corpo centrato (bct). Inoltre, non ci sono cambiamenti composizionali, così che gli atomi conservano generalmente gli stessi vicini.

## Titanio con infragilimento da idrogeno e leghe di titanio

Colori selezionati ottenibili attraverso l'anodizzazione del titanio.

L'assorbimento dell'idrogeno e la formazione dell'idruro di titanio sono una fonte di danno per il titanio e le leghe di titanio (Ti /leghe di Ti). Questo processo di infragilimento da idrogeno è motivo di particolare preoccupazione quando il titanio e le leghe si usano come materiali strutturali, come nei reattori nucleari.
L'infragilimento da idrogeno si manifesta come riduzione della duttilità e infine come scheggiatura delle superfici del titanio. L'effetto dell'idrogeno è in larga misura determinato dalla composizione, dalla storia metallurgica e dalla manipolazione del titanio Ti /lega di Ti. Il titanio CP  (commercialmento puro: contenuto di titanio ≤99,55%) è più sensibile all'attacco dell'idrogeno del titanio α puro. L'infragilimento, osservato come riduzione della duttilità e causato dalla soluzione di una soluzione solida di idrogeno, può avvenire nel titanio CP a concentrazioni basse già da 30-40 ppm. La formazione di idruri è stata collegata alla presenza di ferro nella superficie di una lega di Ti. Le particelle di idruri si osservano in campioni di Ti /leghe di Ti che sono state saldate, e per questo la saldatura è spesso eseguita sotto uno scudo di gas inerte per ridurre la possibilità della formazione di idruri.
Il Ti /leghe di Ti formano uno strato di ossido superficiale, composto di una miscela di ossidi di Ti(II), Ti(III) e Ti(IV), che offre un grado di protezione dall'idrogeno che entra nella massa. Lo spessore di questo strato può essere aumentato mediante anodizzazione, un processo che dà come risultato anche una colazione distintiva del materiale. Il Ti /leghe di Ti si usano spesso in ambienti contenenti idrogeno e in condizioni in cui l'idrogeno è ridotto elettroliticamente sulla superficie. Il decapaggio, un trattamento con bagno acido che si usa per pulire la superficie, può essere una fonte di idrogeno.

## Usi
Le applicazioni comuni dell'idruro di titanio includono le ceramiche, la pirotecnica, l'attrezzatura sportiva, come reagente di laboratorio, come agente espandente e come precursore del titanio poroso. Quando si riscalda come miscela con altri metalli nella metallurgia delle polveri, l'idruro di titanio libera idrogeno che serve per eliminare il carbonio e l'ossigeno, producendo una lega forte.